# Josep Maria Navarro i Porcel
Josep Maria Navarro Porcel (València, 9 d'abril de 1880 - Barcelona, 18 de novembre de 1955) va ser músic de viola, professor de viola i violí, compositor i escriptor.
Va completar els estudis musicals al Conservatori del Liceu, a Barcelona, el 1898. Va ser membre del Sindicat Musical de Catalunya des de la seva fundació, el 1905, on va exercir diferents càrrecs, entre els quals el de president (1930) i de vicepresident primer (1935). També va ser membre del Montepío Artístico-Musical Barcelonés (fundat el 1894; n'era president d'honor Pau Casals), del qual va ser president des del 1938 fins a la seva mort, el 1955. Va participar en diferents orquestres, entre les quals l'Orquestra del Liceu i l'Orquestra Simfònica de Barcelona (1911-1917).
Va viure uns quants anys a Lisboa (1919-1923), on va exercir de músic i va compondre i publicar diferents peces musicals.
Va escriure articles, contes, poemes i obres teatrals, que es van estrenar al Teatre Principal, a la Sala Mercè i al Teatre Talia, entre d'altres. Va col·laborar com a redactor en diferents revistes, com ara ARS (1902), el Boletín de la Unión Musical de Barcelona (1904) i Mundo Musical (1925).

### Obra literària
- Morta!, poema musicat per Conrad Molgosa, publicat a la revista Catalunya Artística el 1902.[9]
- La velleta de Montblanc, glossa d'estil popular, amb música de Francesc Montserrat Ayarbe, publicada el 1903.[10]
- Les Estacions: I. Primavera, II. Estiu, III. Tardor, IV. Hivern, col·lecció de poemes musicats per F. Montserrat Ayarbe, publicats el 1904, segon accèssit en el Primer Concurs de la Música Catalana.[11]
- El mal ric, obra de teatre estrenada el 1906 a la Sala Mercè, amb música de Frederic Alfonso i Ferrer i decorat d'Antoni Ros i Güell.[12]
- Impressions de natura: La Dansa de les Fulles, la Torrentada, Paisatge Nevat, composició poètica musicada per a veu i piano per F. Montserrat Ayarbe, premiada a la Festa de la Música el 1907.[13]
- El somni d'en Raimon, obra de teatre musicada per F. Montserrat Ayarbe, estrenada al Teatre Principal el 1907.[14]
- Honor rural, producció dramàtica en un acte estrenada al Centre Nacionalista Republicà Fivaller (Ateneu del districte sisè) el 1908.[15]
- Tres íntimes, composició poètica musicada per F. Montserrat Ayarbe, publicada el 1908.[16]
- El ball de la patacada, obra de teatre estrenada al Centre Nacionalista Republicà Fivaller el 1908.[17]
- L'infant príncep, obra de teatre musicada per F. Montserrat Ayarbe, inscrita a la Societat General d'Autors el 1911.[18]
- El último vástago o a la vejez... chiquillos, obra de teatre estrenada al Teatre Talia el 1928 per la companyia de teatre de Pep Vinyes.[19]

### Obra musical
- Girls will be girls, one-step; Amour vibrant, vals lent, interpretades per l'Orquestra Tziganes Planas. Disc de pedra, La Voz de su Amo, 1918.[20]
- Wait for me, throat; Adiós de gaucho, tango, interpretades per l'Orquestra Tziganes Planas. Disc de pedra, La Voz de su Amo, 1918.[21]
- Kiss-me, foxtrot, partitura publicada per Sassetti a Lisboa el 1919; editat en disc de pedra per La Voz de su Amo, interpretat per l'Orquesta Excelsior, 1926.[22]
- Six dances faciles pour piano: Arlequin, foxtrot; Caras y caretas, tango; Chulerías, xotis; Solidão, fado; Colombine, vals; Good night, one-step; partitures publicades per Sassetti a Lisboa el 1921.[23]
- Fados corridos, one-step, partitura publicada per Sassetti a Lisboa el 1921.[24]
- A Garrett, one-step, partitura publicada per Sassetti a Lisboa el 1921.[25]
- La Trianera, pasdoble, partitura publicada per Sassetti a Lisboa el 1921.[26]
- En la Verbena, xotis, dedicat a Carmen de Satrústegui de Padilla; partitura publicada per Sassetti a Lisboa el 1921.[27]
- Foxy Maid, foxtrot, partitura publicada per Sassetti a Lisboa el 1922.[28]
- Lusitania, one-step, dedicat als aviadors portuguesos Gago Coutinho i Sacadura Cabral; partitura publicada per Sassetti a Lisboa el 1922.[29]
- La Puerta de Alcalá, xotis; El Hermanito, tango, interpretats per l'Orquesta Excelsior. Disc de pedra, Gramófono, La Voz de su Amo, 1924.[30]
- Beauty, foxtrot, partitura publicada a Barcelona el 1926.[31]
- Parisina, java, partitura publicada a Barcelona el 1926.[32]
- Colección de siete piezas miniatura para guitarra: Minué nº 1, Minué nº 2, Preludio, Estudio, Andante, Serenata, Gavota; partitures publicades per Unión Musical Española a Madrid el 1930.[33]
- 6 números faceis para piano: Remuante, java; Fondling, foxtrot; Longe da terra, fado; Dança Õ Pretinho!..., maxixe; Al son del manubrio, xotis; C'est fini, one-step; partitures publicades per Sassetti a Lisboa el 1930.[34]
- ¡Vóltala, Manela!, vals jota; ¡Tierra Mía!, marxa; partitures inscrites a la Societat General d'Autors el 1933.[35]
- Acuarela andaluza, pasdoble, partitura publicada a Barcelona el 1934.[36]
- Le Petit Soldat, marxa; Estrellitas, tango; partitures publicades a Barcelona el 1936.[37]
- Vals del río, juntament amb Isidre Paulí Amat, partitura inscrita al Registre de la Propietat Intel·lectual el 1942.[38]